# Érintősokszög

Egy érintőtrapéz

A matematika, azon belül az euklideszi geometria területén egy érintősokszög olyan konvex sokszög, ami beírt körrel rendelkezik. Ez olyan kör, ami a sokszög összes oldalával érintő helyzetben van. Az érintősokszögek duálisai a körbe írt sokszögek (húrsokszögek), melyek köréírt köre a sokszög összes csúcsán áthalad.
Minden háromszög érintősokszög, ahogy minden szabályos sokszög is. Az érintősokszögek közül az érintőnégyszögeket behatóan tanulmányozták; ide tartoznak a rombuszok és deltoidok.

## Karakterizáció
Egy konvex sokszögnek akkor és csak akkor van beírt köre, ha belső szögfelezői egy pontban metszik egymást. Ez a közös pont a beírt kör középpontja (incenter).
Az n darab, a1, ..., an hosszúságú szakaszokból ebben a sorrendben pontosan akkor állítható elő érintősokszög, ha az
{\displaystyle x_{1}+x_{2}=a_{1},\quad x_{2}+x_{3}=a_{2},\quad \ldots ,\quad x_{n}+x_{1}=a_{n}}
egyenletrendszernek van (x1, ..., xn)-re megoldása a valós számok körében. Ha van megoldás, akkor az x1, ..., xn számok a sokszög csúcsainak és az érintő pontoknak a távolságai (tangent lengths).

## Egyediség és nem egyediség
Ha páratlan számú n oldalról van szó, akkor ha az {\displaystyle a_{1},\dots ,a_{n}} oldalhosszak kielégítik a fenti egyenletrendszert, akkor az előállítható érintősokszög egyedi. Ha n páratlan, akkor az adott oldalhosszakkal végtelen sok érintősokszög szerkeszthető.p. 389 Például az érintőnégyszögek esetében, ha mind a négy oldal egyenlő hosszú, rombuszról van szó, melynek a hegyesszögei bármely hegyesszögű értéket felvehetnek, és minden rombusz érintőnégyszög.

## Beírt kör sugara
Ha a1, ..., an az érintősokszög n oldala, a beírt kör sugara:
{\displaystyle r={\frac {T}{s}}={\frac {2T}{\sum _{i=1}^{n}a_{i}}},}
ahol T a sokszög területe, s pedig a félkerület. (Mivel minden háromszög érintősokszög, a képlet az összes háromszögre is igaz.)

## Egyéb tulajdonságok
- Páratlan oldalszámú érintősokszögek oldalai pontosan akkor egyenlők, ha a szögeik is egyenlők (tehát ha a sokszög szabályos. Páros számú oldal esetében az oldalak pontosan akkor egyenlők, ha a páros, illetve a páratlan sorszámú szögek külön-külön egyenlőek (tehát ha az A, C, E ... szögek egyenlőek és a B, D, F ... szögek is egyenlőek).[5]
- Páros oldalszámú érintősokszögben a páratlan sorszámú oldalhosszak összege megegyezik a páros sorszámú oldalhosszak összegével.[2]
- Egy érintősokszög területe kisebb bármely más sokszögnél, ami ugyanazzal a kerülettel és sorrendben is megegyező belső szögekkel rendelkezik.[6]p. 862
- Bármely érintősokszög súlypontja, a kerületi pontjainak súlypontja és a beírt körének középpontja egy egyenesbe esnek, ahol a sokszög súlypontja 1:2 arányban osztja a kerületi pontok súlypontját a beírt kör középpontjával összekötő szakaszt.[6]pp. 858–9

## Érintőhatszög
- Az ABCDEF érintőhatszög AD, BE és CF átlói egy pontban metszik egymást a Brianchon-tétel értelmében.

## Fordítás
- Ez a szócikk részben vagy egészben a Tangential polygon című angol Wikipédia-szócikk ezen változatának fordításán alapul.  Az eredeti cikk szerkesztőit annak laptörténete sorolja fel. Ez a jelzés csupán a megfogalmazás eredetét és a szerzői jogokat jelzi, nem szolgál a cikkben szereplő információk forrásmegjelöléseként.